# 中山知子
中山 知子（なかやま ともこ、1926年2月25日 - 2008年5月24日）は、日本の童謡詩人、翻訳家。

## 来歴・人物
三重県生まれ。父は経済学者の中山伊知郎。日本女子大学卒業。同人誌「近代童話」などに短編を発表するかたわら、川端康成の知遇を得て（川端は『星の木の葉』に序文を寄せている）、多くの外国児童文学の翻訳を行う。また、作詞活動も並行して行い、NHK「みんなのうた」で放送された「ピエロのトランペット」など、童謡の訳詞・作詞を数多く手がける。日本音楽著作権協会のデータベースには、800件を超える詞の登録がなされている。
1950年代半ばからNHKラジオ番組の制作に関わるとともに、同人誌や新聞で創作童話を発表。
児童文学では、川端康成、二反長半に師事。創作童話よりも翻訳童話でより才能を発揮。その作風は、翻訳が単なる翻訳に留まらず、日本語の作品として文学的な完成度が高いところにある。代表的な翻訳作品には、『O・ヘンリー少女名作全集（全五巻）』、『若草物語』、『春の調べ』、『三色すみれ』、『アグラへのぼうけん旅行』、『ふしぎの国のアリス』などがある。1980年代には、青山学院大学で児童文学の講義を行っていた。
作詞・訳詞の代表的な作品には、『おんまはみんな』、『はさみとぎ』、『ピエロのトランペット』、『合唱ファンタジー　ほらほらコンサート』、『少年少女のための合唱ミュージカル　ふしぎの国のアリス』、『マタイ受難曲』(成城合唱団の委嘱作品、1975年小澤征爾指揮、新日本フィルで初演)などがある。そのキャリアは世界各地の民謡の訳詞・作詞から始まった。NHK「みんなのうた」には20曲以上の詩を提供しており、「みんなのうた」の黎明期を支えた一人である。作風は、日本語の自然な響きをメロディーに載せるものであり、ときに児童が喜ぶようなユーモラスな表現をも用いた。本人は訳詞と作詞を柔軟に使い分けていたようである。例えば、『もみの木』は原詩に忠実な訳詞である。この曲は人気が高いため訳詞も多いが、中山の詞は格調が高くきれいな日本語なため、今でも歌われることが多い。『はさみとぎ』は原詞の大意を汲みながら、曲調やリズムに合った軽快で愉快な鋏研ぎ屋の宣伝口調としている。『おんまはみんな』は、原詞に登場する馬をモチーフとしながらも、自由に作詞したもので、2番は原詞とは無関係の子豚の歌詞となっている。NHK「みんなのうた」で広く知られたことにより、志水隆率いる杉並児童合唱団に見いだされ、同合唱団からの委嘱を中心に、数多くの合唱ミュージカルの作詞・台本を手掛けた。晩年は、日本各地の学校校歌の作詞なども行った。

## 著書
- 『花ことば』（東西五月社、少女世界名作全集） 1960
- 『星の木の葉』（あかね書房） 1960
- 『うみがふたつにわれた』（岩崎書店、ものがたり絵本)  1969
- 『モーツァルト』（ポプラ社、子どもの伝記・カラー版) 1973
- 『ベートーベン物語』（カワイ出版） 1975.7
- 『はじめてのえんそうかい』（旺文社） 1978.11
- 『キュリー夫人』(講談社、講談社の子ども伝記)  1980.3
- 『バレエの光 チャイコフスキー』（音楽之友社、ジュニア音楽図書館作曲家シリーズ)  1981.6
- 『ベートーベン』（講談社、講談社の子ども伝記)  1981.6
- 『トットトコ』（世界文化社、おはなしらんど） 1984.3
- 『天使の声をかきとめた人 モーツァルト』（岩崎書店、伝記 人間にまなぼう)  1992.4
- 『いっさんばらりこ』（中央公論事業出版） 1993.8
- 『一路八十年 中山伊知郎先生追想記念文集』（中山知子編、中央公論事業出版） 1981.4

## 訳詞・作詞・台本等
- 「たのしいドイツの歌（杉並児童合唱団愛唱曲集）」（志水隆監修、中山知子作詞、増本喜久子編曲、水星社 / 音楽之友社） 1966
- 「白雪姫と七人の小人たち（ミュージカル・ファンタジー）」（F・メラー作曲、E・メラー台本、Antonia Ridge英訳、中山知子詞、後藤田純生監修、シンコー・ミュージック） 1967
- 「メンデルスゾーンの無言歌による合唱曲集」（中山知子作詞、増本喜久子編曲、音楽之友社） 1972.7
- 「合唱組曲 ハーモニーの輪」（蒔田尚昊作、中山知子作詞、全音楽譜出版社） 1973
- 「みつばちマーヤ（児童合唱のためのスキャット・ファンタジー）」（シューベルト「ロザムンデ」付随音楽より、増本喜久子編曲、W・ボンゼルス「みつばちマーヤの冒険」より、中山知子構成・作詞、カワイ出版） 1975.9
- 「アンデルセン組曲　ある母の物語」（蒔田尚昊・中山知子作詞、全音楽譜出版社） 1975.11
- 「小鳥の結婚式（演奏会用合唱曲集）」（中山知子作詞、音楽之友社） 1976.6
- 「舞踏への誘い（少年少女のための合唱曲集）」（杉並会議編、中山知子作詞訳詞、若松正司・荒谷俊治編曲、音楽之友社） 1977.9
- 「野ばらの花束（少年少女のための合唱曲集）」（杉並会議編、中山知子作詞訳詞、荒谷俊治・越部信義・蒔田尚昊・若松正司編曲、音楽之友社） 1978.4
- 「合唱ポルカ（演奏会用合唱曲集）」（中山知子詩、パラマウント社） 1978.8
- 「ウィーンの森の物語（少年少女のための合唱曲集）」（杉並会議編、若松正司・蒔田尚昊・野田暉行編作曲、中山知子作詞訳詞、音楽之友社） 1980.7
- 「ラプソディー（合唱ゲーテ名曲集）」（中山知子訳詞、音楽之友社） 1982.3
- 「ほらほらコンサート（合唱ファンタジー）」（杉並会議編、中山知子・伊藤アキラ作詞・台本、森重行敏編曲、音楽之友社） 1982.5
- 「美しく青きドナウ（少年少女合唱のための合唱曲集）」（矢代秋雄編曲、中山知子作詞、アノン企画） 1983.8
- 「合唱組曲 くるみ割り人形」（ 増本喜久子作曲、水星社/音楽之友社 (発売)） 1984
- 「眠りの森の美女（少年少女のための合唱組曲）」（チャイコフスキーのバレエ音楽から、中山知子作詞、増本伎共子編曲、水星社 / 音楽之友社） 1987.4
- 「マッチ売りの少女（少年少女のための合唱ファンタジー）」（アンデルセンの童話から、中山知子台本・作詞、増本伎共子作曲、水星社 / 音楽之友社） 1988.4
- 「くつやと小びと（少年少女のための合唱ファンタジー）」（グリム童話から、中山知子台本と作詞、増本伎共子作曲、水星社 / 音楽之友社） 1988.8
- 「くるみわり人形（やさしいピアノの絵本)」（ピヨートル・イリイチ・チャイコフスキー、中山知子訳・音楽、アラン・ガウト編曲、キャサリン・ストア脚本、全音楽譜出版社） 1988.9
- 「ヘンゼルとグレーテル（やさしいピアノの絵本）」（エンゲルベルト・フンパーディンク、中山知子訳・音楽、アラン・ガウト編曲、グリム兄弟原作、キャサリン・ストア脚本、全音楽譜出版社）　1988.10
- 「五つのヘブライの歌（少年合唱または女声合唱のための）」（ヤーノシュ・ツェグレディ作曲、中山知子訳詩）　1990.1
- 「ふしぎの国のアリス（少年少女のための合唱ミュージカル）」（ルイス・キャロルの童話から、中山知子台本と作詞、越部信義作曲、水星社 / 音楽之友社（発売））　1990.8
- 「ながぐつねこ / ひなぎく（少年少女のための合唱ミュージカル）」（シャルル・ペローの童話から、中山知子台本、越部信義作曲、水星社 / 音楽之友社）　1991.3
- 「蝙蝠のワルツ（同声三部合唱による）」（ヨハン・シュトラウス作曲、中山知子作詞、蒔田尚昊編作、全音楽譜出版社） 1991.3
- 「魔笛（やさしいピアノの絵本）」（モーツァルト音楽、アーサー・キャンベル編曲、エマヌエル・シカネーダー原作、アマンダ・ホルデン脚本・英詩、中山知子訳、全音楽譜出版社） 1991.11
- 「白鳥の湖（少年少女のための合唱組曲）」（チャイコフスキーのバレエ音楽から、P・チャイコフスキー原曲、中山知子作詞、森重行敏編曲、水星社 / 音楽之友社） 1992.4
- 「コーラスうたい旅（女声合唱のための世界の歌）」（R・デ・コルニエ編曲、中山知子訳詞、カワイ出版） 1995.2
- 「シンデレラ / コッペリア（少年少女のための合唱ミュージカル）」（シャルル・ペローの童話他から、中山知子台本、森重行敏編曲、水星社 / 音楽之友社） 2000.10
- 「妖精模様 女声合唱とピアノのための組曲」（朝岡真木子作曲、全音楽譜出版社） 2001.3
- 「魔笛（少年少女合唱とファミリーのための）」（モーツァルトの歌劇から、中山知子訳詞、増本伎共子編曲、NHKプリンテックス） 2002.7

## 翻訳
- 『花ものがたり』（オルコット、岩崎書店、少女名作全集） 1961
- 『名犬ラッシー』（ナイト、あかね書房、世界名作絵文庫） 1962
- 『みつばちマーヤ』（ボンゼルス、あかね書房、世界名作絵文庫)  1963
- 『三色すみれ』（シュトルム、岩崎書店、世界少女名作全集)  1963
- 『枯れ葉』（O・ヘンリー、岩崎書店、世界少女名作全集） 1963
- 『子鹿ものがたり』（ローリングス、ポプラ社、世界名作童話全集)  1964
- 『おおかみ王ロボ』（シートン、ポプラ社、世界名作童話全集)  1964
- 『春の調べ』（エミール・シュトラウス、岩崎書店、世界少女名作全集)  1964
- 『オズのまほうつかい』（講談社、世界の名作) 1965
- 「O・ヘンリー少女名作全集」 1-5 （O・ヘンリー、岩崎書店） 1965
1)『回転木馬』
2)『南の海の物語』
3)『ともしび』
4)『紫のドレス』
5)『西部の娘』
- 『シンデレラひめ』（盛光社） 1966
- 『アグラへのぼうけん旅行』 （A・ゾンマーフェルト(Aimee Sommerfelt)、あかね書房、こども世界の文学)  1966
- 『ピーター・パン』（ジェイムズ・マシュー・バリー、河出書房、少年少女世界の文学） 1966
- 『白ネコのぼうけん旅行』（マインダート・ディ・ヤング、偕成社、世界の子どもの本） 1966
- 『若草物語』（オルコット、講談社、世界の名作図書館） 1967
のち青い鳥文庫、講談社文庫
- 『美しいポリー』（オルコット、講談社、世界名作全集)  1967
- 『シラノ・ド・ベルジュラック』（ロスタン、岩崎書店、ジュニア版世界の文学） 1967
- 『ぼくの名はパブロ』（A・ゾンマーフェルト、あかね書房、国際児童文学賞全集) 1967
- 『ピーター・パン』（バリー、偕成社、カラー版・世界の幼年文学)  1967
- 『アンクル・トムの小屋』（ハリエット・ストウ、ポプラ社、世界の名著)  1968
- 『白鳥の王子』（アンデルセン、盛光社、レインボーブックス　子ども文学館)  1966
- 『絵のない絵本 星のひとみ』所収の「百枚のドレス」（エリノア・エステス、学習研究社、少年少女世界文学全集)  1969
- 『世界一すてきなお人形』（マッギンリー、偕成社、どうわ新訳シリーズ)  1969
- 『星のひとみ』（トペリウス、集英社、オールカラー母と子の世界の名作） 1970
- 『風と花たば』（エイメ・ソンマーフェルト、ポプラ社、世界子どもの文学)  1970
- 『ふしぎの国のアリス』（キャロル、文研出版、文研児童読書館)  1970
のちフォア文庫
- 『しらゆきひめ / ブレーメンのおんがくたい』（グリム兄弟、ひかりのくに、せかいのおはなし) 1971
- 『フランダースの犬』（ウィーダ、ポプラ社、カラー版・世界の名作) 1972
- 『まきばのうた』（R・クローク(Rene Cloke)、岩崎書店） 1972
- 『まほうだらけの島』（E・ネスビット、文研出版、文研児童読書館) 1972
- 『ピグルウィグルおばさん』（ベティー・マクドナルド(Betty MacDonald)、学習研究社、現代子ども図書館） 1972
- 『天井が落ちた日』（ジェニファー・ウェイン(Jenifer Wayne)、岩崎書店、ジュニア・ベスト・ノベルズ)  1973
- 『嵐が丘』（E・ブロンテ、集英社、ジュニア版世界の文学)  1974
- 『宝島』（スティーブンスン、春陽堂少年少女文庫) 1976.12
- 『ノディーのタクシーやさん』（エニッド=ブライトン、講談社、ゆかいなノディー)  1976.12
- 『トム=ソーヤーの冒険』（トウェイン、偕成社、カラー版・世界の幼年文学） 1976.12
- 『小公女』上・下（バーネット、春陽堂少年少女文庫)  1976.10
- 『金のゆりのひみつ』（A・ゴレモス(Alki Goulimis)、あかね書房、あかね世界の児童文学)  1976.10
- 『ピーター・パン』（バリ、玉川大学出版部） 1976.11
- 『わたしはたいよう』（J・L・G・サンチェス / M・A・パチェーコ、菊池亘共訳、文研出版、かがくのえほん) 1976.2
- 『ぼくはとり』（M・A・パチェーコ / J・L・G・サンチェス、菊池亘共訳、文研出版、かがくのえほん) 1976.2
- 『わたしはぞう』（J・L・G・サンチェス / M・A・パチェーコ、菊池亘共訳、文研出版、かがくのえほん) 1976.2
- 『わたしはくうき』（J・L・G・サンチェス / M・A・パチェーコ、菊池亘共訳、文研出版、かがくのえほん)  1976.3
- 『わたしはしずく』（M・A・パチェーコ / J・L・G・サンチェス、菊池亘共訳、文研出版、かがくのえほん)  1976.3
- 『ぼくはき』（M・A・パチェーコ / J・L・G・サンチェス、菊池亘共訳、文研出版、かがくのえほん) 1976.3
- 『ぼくはさかな』（J・L・G・サンチェス / M・A・パチェーコ、菊池亘共訳、文研出版、かがくのえほん) 1976.2
- 『ぼくはこども』（M・A・パチェーコ / J・L・G・サンチェス、菊池亘共訳、文研出版、かがくのえほん) 1976.3
- 『わたしはひ』（J・L・G・サンチェス / M・A・パチェーコ、菊池亘共訳、文研出版、かがくのえほん) 1976.3
- 『わたしはいわ』（M・A・パチェーコ / J・L・G・サンチェス、菊池亘共訳、文研出版、かがくのえほん) 1976.3
- 『小公子』（バーネット夫人、暁教育図書、少年少女世界の文学） 1977.9
- 『おかあさんたんじょうびおめでとう』（ジョーン・ハイルブローナー、旺文社） 1977.3
- 『故郷の人びと』（ルイザ・メイ・オルコット、国土社、国土社版 世界の名作) 1977.9
- 『ノディーにサンタがやってきた』（エニッド=ブライトン、講談社、ゆかいなノディー） 1977.6
- 『ノディーのがくげいかい』（エニッド=ブライトン、講談社、ゆかいなノディー） 1977.2
- 『秘密の花園』上・下（バーネット、春陽堂少年少女文庫） 1978.3
のち講談社青い鳥文庫
- 『はねはねはれのはねかざり』（ミッシャ・ダムヤン(Mischa Damjan)、佑学社、ヨーロッパ創作絵本シリーズ)  1978.7
- 『りゅう王さまのむすめ』（リ・チャオ=ウェイ(Tschau-Wei Li)、佑学社、世界の名作童話シリーズ)  1978.12
- 『シャーロック・ホームズの冒険』（アーサー・コナン・ドイル、集英社、子どものための世界名作文学） 1979.4
- 『きいろいおおきなふうせん』（エドワード・フェントン(Edward Fenton)、学習研究社） 1979.4
- 『こんどはうまくいくさ』（ポール・ガルドン(Paul Galdone)、佑学社、ポール・ガルドン昔話シリーズ) 1979.7
- 『三つのねがい』（ポール・ガルドン、佑学社、ポール・ガルドン昔話シリーズ) 1979.8
- 『ロミオとジュリエット』（シェイクスピア、ポプラ社文庫) 1979.10
- 『ちびくろサンボ』（バンナーマン、講談社、講談社の絵本） 1979.6
- 『バンビともりのなかまたち』（フェリックス・ザルテン、講談社、ディズニー国際版 世界の名作絵童話全集） 1980.3
- 『ピーターとおおかみ』（プロコフィエフ、講談社、ディズニー国際版 世界の名作絵童話全集） 1980.3
- 『オリバー・ツウィスト』（ディケンズ、春陽堂少年少女文庫) 1980.7
- 『ふたりのクリスマスツリー』（トーニ・ジョンストン(Tony Johnston)、国土社） 1980.11
- 『ハバードばあさんといぬ マザー・グースより』（ポール・ガルドン、佑学社、ポール・ガルドン昔話シリーズ) 1980.5
- 『ながいながい いぬのはんふ』（H・E・トッド(H.E.Todd)、学習研究社、学研おはなしえほん） 1982.3
- 『交響曲を書いたゴキブリ』（トレバー・トッド(Trevor Todd)、旺文社創作児童文学)  1982.12
- 『ケティーとおばけ屋敷』（メアリー=キャルホーン(Mary Calhoun)、学習研究社、ファンシーロマン） 1983.4
- 『ふるさと行きの汽車が来る』（オリビア・クーリッジ(Olivia Coolidge)、文研出版、文研じゅべにーる)  1985.1
- 『ベニスの商人』（シェイクスピア、ポプラ社文庫) 1986.4
- 『スノウローズ』（サンドラ・ラロッシュ(Sandra Laroche)、西村書店） 1986.3
- 『ニコロ』（ベレナ・パボーニ(Verena Pavoni)、西村書店） 1986.3
- 『みんなのからだ』（グウィン・ビバース(Gwynne Vevers)、小林登共訳、西村書店） 1987.9
- 『あしながおじさん』（ウエブスター、ポプラ社、こども世界名作童話） 1988.2
- 『キュリー夫人』（ドーリー、講談社、少年少女伝記文学館） 1988.5
- 『アンクル・トム物語』（ストー夫人、ポプラ社、こども世界名作童話） 1988.8
- 『最後の一葉』（オー・ヘンリー、岩崎書店、フォア文庫)  1990.7
- 『王子さまがえらんだ14のお話 イギリスの子どもたち』（山川京子共訳、西村書店） 1990.8
- 『人形つかいのポーレ』（Th・シュトルム、岩崎書店、世界の少女名作) 1991.9
- 『鏡の国のアリス』（キャロル、岩崎書店、フォア文庫） 1992.5
- 『幸福の王子 / わがままな大男』（オスカー・ワイルド、小学館、小学館世界の名作） 1998.8

## 上演・公演記録
- 各公演のパンフレットより、主要な作品中心に記載
- スコアが出版されている作品については、著作者省略
- 出演者なども適宜省略
- 概ね以下の順序で記載

```
上演日　主催　上演会の名称
主催者以外の出演者情報
於：上演会場
演目、原作者、編曲者など【特記事項】
```

- 1966.4.9　杉並児童合唱団　第2回定期演奏会
  - 於：杉並公会堂
  - お伽話音楽劇　白雪姫

- 1968.4.21　西六郷少年少女合唱団　'68演奏会
  - 於：虎ノ門ホール
  - 音楽時計　スイス民謡、中山知子作詞、小森明宏編曲
  - 谷間をゆけば　オーストリア民謡、中山知子作詞、小林秀雄編曲

- 1968.5.3　青少年文化センター　こども芸術祭　第3回日本少年少女合唱祭
  - 於：東京文化会館
  - ウィーンの森の物語【杉並児童合唱団】

- 1969.9.14　杉並児童合唱団　第5回定期演奏会
  - 於：杉並公会堂
  - ミュージカル　ファンタジー　白雪姫と七人の小人たち
  - 小鳥の結婚式
  - メンデルスゾーンの無言歌による合唱曲
  - 美しく青きドナウ
  - 合唱ファンタジー　マッチ売りの少女【結成5周年記念　初演】

- 1970.12.10　聖ドミニコ教会聖歌隊　第1回演奏会
  - 　東京バロックコーラス協力、ハルモニア室内交響楽団演奏
  - 於：銀座　山葉ホール
  - キリスト降誕の物語　H・Schutz　作曲【中山知子の新約による初演】

- 1971.9.15　杉並児童合唱団　第7回定期演奏会
  - 於：杉並公会堂
  - ウィーンの森の物語
  - メンデルスゾーンの無言歌による合唱曲
  - 合唱バラエティー　ほらほらコンサート【初演】

- 1971.10.15・16・17　武蔵野音楽大学　オペラ研究公演
  - ロルツィング作曲　密猟者　全3幕
  - コッツェブー原作、ロルツィング作曲・台本、中山知子日本語訳【本邦初演】

- 1972.9.9　高田少年少女合唱団　第2回定期演奏会
  - 於：上越市厚生会館
  - チロルの子守歌　オーストリア民謡、中山知子作詞
  - 冬の歌　フリストネジャルコフ作曲、中山知子訳詞

- 1972.9.17　杉並児童合唱団　第8回定期演奏会
  - 於：杉並公会堂
  - 合唱組曲　レ・シルフィード　ショパン原曲、荒谷俊治編曲、中山知子作詞
  - スクリーン・テーマ・バラエティー　中山知子作詞、越部信義編曲
  - 合唱ファンタジー　くつやとこびと
  - 合唱ポルカ　ヨハン・シュトラウス作曲、石丸寛編曲、中山知子作詞・訳詞

- 1972.10.1　東京放送児童合唱団　第1回定期演奏会・創立20周年記念
  - 古橋富士雄指揮、東京フィルハーモニー交響楽団演奏
  - 於：渋谷公会堂
  - コンサートのリハーサル　モーツァルト作曲、中山知子作詞
  - コーヒー・カンタータ　J・S・バッハ作曲、中山知子作詞、矢代秋雄編曲　他

- 1973.6.24　静岡児童合唱団　第1回演奏会
  - 於：静岡県民会館ホール
  - 合唱ファンタジー　くつやと小人

- 1973.8.12　新居浜少年少女合唱団　東京公演
  - 友情出演：西六郷少年少女合唱団
  - 於：郵便貯金ホール
  - 夢をのせて　チェコ民謡、中山知子作詞、若松正司編曲
  - ダハシュタイン山の上から　オーストリア民謡、中山知子作詞、鎌田典三郎編曲
  - 友情のうた　フリスト・ネジャルコフ作曲、メトージ・フリストフ作詞、中山知子訳詞【合同演奏】

- 1973.9.13　杉並児童合唱団　第9回定期演奏会
  - 於：杉並公会堂
  - 合唱組曲　ハーモニーの輪
  - 合唱シューベルト歌曲集　F・シューベルト原曲、荒谷俊治編曲、中山知子訳詞
  - 合唱バラエティー　フィンランディア!　シベリウス原曲、越部信義編曲、中山知子作詞
  - 「合唱組曲くるみ割り人形」から　
  - 「白雪姫と七人の小びと」から
  - 「ほらほらコンサート」から
  - キール・ロウ
  - 「1973年・ぼくらの歌」から

- 1973.10.14～16　東京放送児童劇団・合唱団合同公演
  - 於：都市センターホール
  - 風船大作戦　歌と魔女と太陽と　中村明弘作「トミーの歌」から
  - 能勢絃也作、越部信義作曲、中山知子作詞

- 1974.9.8　クラウン少女合唱団　10周年記念演奏会
  - 於：イイノホール
  - ミュージカル・ファンタジー　白雪姫と七人の小人たち

- 1974.9.14　波の会　10回記念　波の会発表会
  - ソルヴェーグの歌　グリーク作曲、中山知子訳詞
  - アヴェマリア　中山知子詩、湯山昭曲
  - アヴェマリア　中山知子詩、林宏太郎曲

- 1974.10.15　杉並児童合唱団　第10回定期演奏会
  - 於：杉並公会堂
  - 合唱組曲　ある母の物語【初演】
  - 杉並ミュージカル　ふしぎの国のアリス【初演】
- 1975.6.24　新日本フィルハーモニー交響楽団　第30回定期演奏会
  - 小澤征爾　指揮、成城合唱団／成城学園初等学校合唱団／東京混声合唱団
  - 於：東京文化会館大ホール
  - マタイ受難曲　J・S・バッハ作曲、中山知子訳詞【初演】

- 1975.7.9・10　東京オペラ・プロデュース　ミラクル博士・スペインの時
  - 三谷礼二演出、星出豊指揮、新星日本交響楽団演奏
  - 於：杉並公会堂
  - ミラクル博士　ジョルジュ・ビゼー作曲、レオン・バトウ / ルドヴィク・アレヴィ台本、中山知子訳詞【本邦初演】

- 1975.9.27　杉並児童合唱団　第11回定期演奏会
  - 於：杉並公会堂
  - ハイケンスのセレナーデ　中山知子作詞、蒔田尚昊編曲
  - 児童合唱のためのスキャット・ファンタジー　みつばちマーヤ
  - 杉並ポピュラー　中山知子作詞、越部信義編曲

- 1975.10.1　波の会　第11回波の会公演
  - 於：日経ホール
  - こよなき憧れ　ドナウディ作曲、中山知子訳詞
  - 都会の歌　中山知子詩　【自作詩朗読】
  - まきばの歌　中山知子詩　【自作詩朗読】　
  - あくび　中山知子作詞、小林秀雄作曲

- 1976.6.5　明治大学付属中野高等学校芸術科　音楽鑑賞会
  - 東京オペラ・プロデュース制作、東京ゾリステン演奏
  - 於：明治大学付属中野中学校高等学校講堂
  - ミラクル博士　ジョルジュ・ビゼー作曲、レオン・バトウ / ルドヴィク・アレヴィ台本、中山知子訳詞

- 1976.6.25・26　東京オペラ・プロデュース　中劇場シリーズNo.2
  - 東京フィルハーモニー交響楽団演奏・管弦楽、東京カンマー・コーア合唱
  - 佐藤信演出、尾高忠明指揮
  - 於：東京郵便貯金ホール
  - オペラ・ブッファ　全2幕　オリー伯爵あるいは仏蘭西好色一代男
  - G・A・ロッシーニ作曲、D・ポアゾン台本、溝口廸夫台本訳、中山知子訳詞　【本邦初演】

- 1976.6.30　波の会　第12回波の会公演
  - 於：日経ホール
  - 鳥の歌　レオンガヴァルロ作曲、中山知子訳詞

- 1976.7.31　杉並児童合唱団・宮崎少年少女合唱団・徳島少年少女合唱団　3姉妹合同演奏会
  - 於：徳島市文化センター
  - ハーモニーの輪【合同演奏】
  - 杉並ポピュラー　志水隆指揮、中山知子作詞、越部信義編曲
  - 野生のエルザ　他
  - 枯れ葉の子守うた　ショパン作曲、中山知子作詞、荒谷俊治編曲
  - エストレリータ　中山知子作詞、若松正司編曲
- 1977年3月23日　京都市交響楽団第193回定期演奏会
  - 山田一雄指揮　京都市交響楽団演奏　神戸中央合唱団／京都市少年合唱団
  - 於：京都会館第1ホール
  - マタイ受難曲　J・S・バッハ作曲、中山知子訳詞

- 1977.5.8　下関少年少女合唱隊　下関市民会館オープン記念式典
  - 於：下関市民会館
  - ベートーベン　よろこびハーモニー　越部信義編曲、中山知子作詞【初演】

- 1977.5.28・30、6.1 二期会　二期会オペラ公演
  - 於：東京文化会館
  - 二期会合唱団　合唱、東京フィルハーモニー交響楽団　管弦楽
  - オペラ3幕　ルチア　ドニゼッティ作曲、カンマラーノ台詞、中山知子・畑中良輔共訳

- 1977.9.14　町田少年少女合唱団　第5回定期演奏会
  - 於：朝日生命ホール
  - 合唱組曲　ハーモニーの輪

- 1977.9.23　杉並児童合唱団　第13回定期演奏会
  - 於：都市センターホール
  - 杉並会議共同委嘱作品集

バッハ　Straight Flush　越部信義編曲、中山知子作詞
ベートーベン　よろこびハーモニー　越部信義編曲、中山知子作詞
ビートルズ　ヘルプ!他　越部信義編曲、中山知子作詞

- 1977.11.3　宮崎少年少女合唱団　第2回定期演奏会
  - 於：宮崎市民会館
  - 深い川　黒人霊歌、中山知子訳詞、若松正司編曲
  - アヴェマリア　中山知子作詞、湯山昭作曲
  - パフ　中山知子作詞、越部信義　曲
  - グリーンスリーブス　イングランド民謡、中山知子訳詞、若松正司編曲　他
  - はるかな空の歌　中山知子作詞、若松正司作曲【初演】

- 1977.11.6　練馬児童合唱団・高山佳子　第三回おねえさんと小さな仲間たち
  - 於：東京都児童会館
  - ミュージカル・ファンタジー　白雪姫と七人の小人たち

- 1977.11.19　徳島少年少女合唱団　第14回定期演奏会
  - 於：徳島市文化センター
  - 合唱ファンタジー　ほらほらコンサート

- 1977.12.18　下関少年少女合唱隊　第13回定期演奏会
  - 於：下関市民会館
  - よろこびハーモニー
  - 合唱ミュージカル　ひなぎく

- 1978.4.2　岐阜少年少女合唱団　10周年記念定期演奏会
  - 於：岐阜市民会館
  - 合唱組曲　五つの岐阜の歌　中山知子作詞、若松正司作曲

- 1978.9.2　杉並児童合唱団　第14回定期演奏会
  - 於：日本都市センターホール
  - 野ばらの花束
  - 杉並ミュージカル　かさじぞう　中山知子作、越部信義曲

- 1978.10.31　中山知子　合唱ポルカ出版記念演奏会
  - 中山知子　企画構成訳詞、ステージング　山田卓
  - 於：中央区立中央会館ホール
  - 合唱ポルカ　西六郷少年少女合唱団
  - スーパースター / 光がうたう / 雨にぬれても / 追憶 / プリーズ・ミスター・ポストマン / シェルブールの雨傘 / マイウェイ / スターウォーズ　杉並児童合唱団
  - 「カルミナ・ブラーナ」抄　東京荒川少年少女合唱隊
  - 合唱組曲　くるみ割り人形　NHK東京放送児童合唱団

- 1979.1.18・19　東京オペラ・プロデュース　中劇場シリーズNo.4
  - 東京交響楽団　演奏、黒岩英臣　指揮、鈴木敬介　演出
  - 於：東京郵便貯金ホール
  - 楽劇　サロメ　リヒャルト・シュトラウス作曲、オスカー・ワイルド原作、中山知子訳詞　【訳詞による日本初演】

- 1979.3.25　大津児童合唱団　第6回定期演奏会
  - 於：大津市民会館大ホール
  - 野ばらの花束　他
  - よろこびハーモニー　ベートーベン作曲、越部信義編曲、中山知子作詞
  - くるみ割り人形　チャイコフスキーのバレエ音楽から

- 1979.4.29　多摩少年少女合唱団　第6回定期演奏会
  - 於：立川市市民会館大ホール
  - ピエロのトランペット　ファマウリイ作曲、中山知子訳詞、若松正司編曲
  - 合唱組曲　くるみ割り人形

- 1979.4.30　大阪すみよし少年少女合唱団　第5回定期演奏会
  - 於：大阪厚生年金会館中ホール
  - 春のメッセージ　中山知子作詞、増本喜久子編曲
- 1979.5.31　成城合唱団　小澤征爾ヨハネ受難曲
  - 於：新宿文化センター
  - ヨハネ受難曲　成城合唱団・新日本フィルハーモニー交響楽団

- 1979.6.1　カトリック東京大司教区　小澤征爾カテドラルシリーズ第9回
  - 新日本フィルハーモニー交響楽団　演奏、成城合唱団　合唱
  - 小澤征爾　指揮
  - 於：東京カテドラル聖マリア大聖堂
  - ヨハネ受難曲　J・S・バッハ作曲、中山知子訳

- 1979.9.24　杉並児童合唱団　第15回定期演奏会
  - 於：新宿文化センター大ホール
  - ヴィバルディ　四季【新作】
  - ながぐつねこ【新作】

- 1979.10.7　町田少年少女合唱団　第7回定期演奏会
  - 於：町田市民ホール
  - ひかるこみち　F・W・メラー作曲、中山知子作詞、小林秀雄編曲
  - お馬にのって　F・W・メラー作曲、中山知子作詞、小林秀雄編曲
  - みつばちマーヤ　児童合唱のためのスキャット・ファンタジー

- 1979.10.10　横浜少年少女合唱団　定期演奏会
  - 於：県立音楽堂
  - ラ・ゴロンドリーナ　メキシコ民謡、中山知子詞　他

- 1979.11.10　徳島少年少女合唱団　第16回定期演奏会
  - 於：徳島市文化センター
  - 小川の岸にて　ロシア民謡、中山知子訳詞、横山青児編曲
  - アルエット　カナダ民謡、中山知子訳詞、　荒谷俊治編曲
  - 月夜　フランス民謡、中山知子訳詞、山中忠編曲　
  - モルダウ　スメタナ　作曲、中山知子訳詞、　越部信義編曲

- 1980.5.5　グリーン・エコー　第27回演奏会
  - 山田一雄指揮　名古屋フィルハーモニー交響楽団
  - 於：名古屋市民会館大ホール
  - マタイ受難曲　J・S・バッハ作曲、中山知子訳詞【一部グリーン・エコー訳詞あり】

- 1981.10.22・23　東京室内歌劇場　13期第48回公演
  - おとぎオペレッタ　白雪姫　グリム童話より　中山知子台本、亀山法男作曲【新作初演】

- 1982.7.21・22・23 東京室内歌劇場　14期特別公演
  - おとぎオペレッタ　白雪姫　グリム童話より　中山知子台本、亀山法男作曲

- 1982.11.9・10　東京オペラ・プロデュース、二期会オペラ振興会　定期公演No.18
  - コレギウム・TOP・ムジコルムス演奏、福森湘指揮、清水義夫演出
  - 於：都市センターホール
  - ビバ! ラ・マンマ　G・ドニゼッティ作曲、A・ソグラフィ台本、中山知子訳詞

- 1983.2.23　新日本フィルハーモニー交響楽団　小澤征爾スペシャルコンサートシリーズ7
  - 小澤征爾　指揮、成城合唱団／成城学園初等学校合唱部
  - 於：東京カテドラル聖マリア大聖堂
  - マタイ受難曲　J・S・バッハ作曲、中山知子訳詞

- 1983.8.29　ゆりがおか児童合唱団　第7回定期演奏会
  - 於：こまばエミナース
  - 五月の風船　ネデャルコフ作曲、中山知子訳詞
- 1983.11.27　市川児童合唱団　第9回定期演奏会
  - 於：船橋市民文化ホール
  - すみれ（W.A.モーツァルト　作曲、中山知子　訳詞、蒔田尚昊　編曲
  - コーヒー・カンタータ（カンタータ第211番の終曲）（J.S.バッハ　作曲、中山知子　作詞、矢代秋雄　編曲）
  - 枯葉の子守歌（バレエ組曲「レ・シルフィード」から）（F.ショパン作曲、中山知子　作詞、荒谷俊治　編曲）
  - 合唱ポルカ（J.シュトラウス　作曲、中山知子　作詞、石丸寛　編曲）

- 1984.9.23　杉並児童合唱団　第20回定期演奏会
  - 杉並ミュージカル　不思議の国のアリス
- 1984.6.16　ＫＡＹ合唱団第69回定期演奏会
  - 於：昭和女子大学人見記念講堂
  - ヨハネ受難曲（J.S.バッハ　作曲、中山知子　訳詞）
  - 指揮　奥田耕天
  - 管弦楽　東京室内管弦楽団
  - 合唱　KAY合唱団

- 1985.3.26　北九州アカデミー少年少女合唱団　東京公演
  - 友情出演　杉並児童合唱団
  - 於：東京都市センター大ホール
  - 風にのって
  - 枯葉の子守歌
  - 調子のよい鍛冶屋
  - 合唱ミュージカル　シンデレラ【初演】
- 1985.9.19　新日本フィル　第132回定期演奏会
  - 於：東京文化会館
  - ベルリオーズ／劇的物語<<ファウストの劫罰>>（Hector Berlioz　作曲、ゲーテ　詩、中山知子　訳詞）
  - 指揮　小澤征爾
  - 演奏　新日本フィルハーモニー交響楽団
  - 合唱　成城合唱団　他
- 1985.9.21　成城合唱団　創立50周年記念演奏会
  - 於：成城学園五十周年記念講堂
  - Ｈ．ベルリオーズ：ファウストの劫罰（Hector Berlioz　作曲、ゲーテ　詩、中山知子　訳詞）
  - 指揮　小澤征爾
  - 演奏　新日本フィルハーモニー交響楽団
  - 合唱　成城合唱団　他
- 1987.9.6　水島少年少女合唱団　10周年記念演奏会
  - 於：倉敷市民会館
  - 指揮　坂本育男
  - フィンランディア（シベリウス　作曲、中山知子　作詞、越部信義　編曲）
  - はるかなるサンタルチア（マリオ　作曲、中山知子　訳詞、若松正司　編曲）
  - 夢をのせて（市川都志春　作曲、中山知子　作詞、若松正司　編曲）
  - 太陽がいっぱい（中山知子　作詞、越部信義　編曲）
  - 踊り明かそうよ（中山知子　作詞、越部信義　編曲）
  - ミュージカル　ひなぎく（指揮　安原直文、伴奏　中原祐子、構成　中山知子、作詞　矢崎節夫、越部信義　作曲）
- 1987.11.25･26　20周年特別公演新しい日本の歌
  - 於：イイノホール
  - 微笑（中山知子　作詞、伊藤翁介　作曲）
- 1988.10.30　水島少年少女合唱団　第12回定期演奏会
  - 於：倉敷市民会館
  - 指揮　坂本育男
  - ミュージカル　眠りの森の美女（作詞　中山知子、作曲　チャイコフスキー、編曲　増本伎共子）
  - 会議は踊る（作詞　中山知子、編曲　越部信義）
  - ロシアより愛をこめて（作詞　中山知子、作曲　Ｌ．バート、編曲　越部信義）
  - 黒いオルフェ（作詞　中山知子、作曲　LUIZ BONFA、編曲　越部信義）
  - マイウエイ（作詞　中山知子、作曲　C.Francois-J.Revaux、編曲　越部信義）
  - トウナイト（作詞　中山知子、作曲　Leonard Bernstain、編曲　越部信義
- 1989.4.30　北九州市小倉少年少女合唱団　第19回定期演奏会
  - 於：九州厚生年金会館グランドホール
  - 指揮：皿本尚嗣
  - 少年少女のための合唱組曲「眠りの森の美女」（作曲　チャイコフスキー、作詞　中山知子、編曲　増本伎共子）
- 1989.7.15　宮崎少年少女合唱団　結成15周年記念演奏会
  - 於：宮崎市民会館
  - 合唱組曲　はるかな空の歌　中山知子作詞、若松正司作曲
  - トウナイト（作詞　中山知子、編曲　越部信義）
  - 青い目のファンタジー（中山知子　構成）
    - 蛙のポルカ（ストーヤン・ポポフ　詞、フリスト・イリエフ　曲、中山知子　訳詞
    - 五月の風船（リアナ・ダスカロヴァ　詞、フリスト・ネデャルコフ　曲、中山知子　訳詞）
    - ママのそばで（インドネシア民謡、中山知子　訳詞）
    - エストレリータ（中山知子　訳詞、若松正司　編曲）
    - カリンカ（中山知子　訳詞、若松正司　編曲）
- 1989.7.30　八代少年少女合唱団　第14回定期演奏会
  - 於：八代市厚生会館大ホール
  - ひかるこみち（ひかるこみち　F・W・メラー作曲、中山知子作詞、小林秀雄編曲）など
- 1989.8.4　宮崎少年少女合唱団　大阪すみよし少年少女合唱団　ＪＯＩＮＴ　ＣＯＮＣＥＲＴ
  - 於：大阪市中央公会堂
  - 青い目のファンタジー（中山知子　構成）
    - 蛙のポルカ（ストーヤン・ポポフ　詞、フリスト・イリエフ　曲、中山知子　訳詞
    - 五月の風船（リアナ・ダスカロヴァ　詞、フリスト・ネデャルコフ　曲、中山知子　訳詞）
    - エストレリータ（中山知子　訳詞、若松正司　編曲）
- 1989.8.5　宮崎少年少女合唱団　八尾児童合唱団　交歓演奏会
  - 於：八尾文化会館　プリズム小ホール
  - 青い目のファンタジー（中山知子　構成）
    - 蛙のポルカ（ストーヤン・ポポフ　詞、フリスト・イリエフ　曲、中山知子　訳詞
    - 五月の風船（リアナ・ダスカロヴァ　詞、フリスト・ネデャルコフ　曲、中山知子　訳詞）
    - ママのそばで（インドネシア民謡、中山知子　訳詞）
- 1989.8.6　全国児童合唱指揮者の会（杉並会議）　九州・山口ブロック交換演奏会北九州大会
  - 於：八幡市民会館
  - 会議は踊る
  - エストレリータ
  - ドゥナイト
  - 小鳥だったら
  - カリンカ
  - 蛙のポルカ　など
  - 青い目のファンタジー（中山知子　構成）
    - 蛙のポルカ（ストーヤン・ポポフ　詞、フリスト・イリエフ　曲、中山知子　訳詞
    - 五月の風船（リアナ・ダスカロヴァ　詞、フリスト・ネデャルコフ　曲、中山知子　訳詞）
    - ママのそばで（インドネシア民謡、中山知子　訳詞）
- 1989.9.15　市川児童合唱団　第14回定期演奏会
  - 於：市川市文化会館小ホール
  - 合唱組曲『ハーモニーの輪』（全曲）（中山知子　作詞、蒔田尚昊　作曲
- 1989.11.12　コールなかまジュニア定期演奏会　第11回
  - 於：中間市中央公民館
  - 少年少女のための合唱ファンタジー「マッチ売りの少女」ーアンデルセン童話からー（作詞　中山知子、作曲　増本伎共子）
- 1990.10.21　水島少年少女合唱団　第14回定期演奏会
  - 於：倉敷市民会館
  - 指揮　坂本育男
  - ある愛の詩（作詞　中山知子、作曲　Francis Lai、編曲　越部信義）
  - シェルブールの雨傘（作詞　中山知子、作曲　M.Legrand、編曲　越部信義）
  - モア（作詞　中山知子、作曲　N.Oliviero & R.Ortolani、編曲　越部信義）
  - 慕情（作詞　中山知子、作曲　Sammy Fain、編曲　越部信義）
- 1990.11.11　コールなかまジュニア定期演奏会　第12回
  - 於：中間市中央公民館
  - 少年少女のためのやさしい合唱組曲「美しい森よ」－ドイツ民謡と名曲からー（訳詞・作詞　中山知子、編曲　増本伎共子）
  - 少年少女のための合唱ファンタジー「くつやと小びと」ーグリム童話からー（作詞　中山知子、作曲　増本伎共子）
- 1991.11.23　下関少年少女合唱隊　定期演奏会
  - 於：下関市民会館
  - 小象の行進　中山知子作詞、越部信義編曲
  - パフ　中山知子作詞、越部信義編曲
  - 白い恋人たち　中山知子作詞、越部信義編曲
  - オネスティ　中山知子作詞、越部信義編曲
  - プリーズ　ミスター　ポストマン　中山知子作詞、越部信義編曲
  - ビバ！モーツァルト　　中山知子作詞、モーツァルト作曲、越部信義編曲
  - ながぐつねこ　中山知子作詞、越部信義作曲、森重行敏ピアノ編曲
- 1995.12.17･18･19 東京室内歌劇場31期第95回公演　クリスマスの妖精
  - 於：ヤマハエレクトーンシティ渋谷
  - クリスマスの妖精（I.v.シュタッハ　台本、H.プフィッツナー　作曲、中山知子　訳詞）
- 1997.6.21　成城学園創立80周年記念音楽会
  - 於：昭和女子大学人見記念講堂
  - マタイ受難曲　J・S・バッハ作曲、中山知子訳詞
  - 指揮　小澤征爾
  - 演奏　新日本フィルハーモニー交響楽団
  - 合唱　成城合唱団　他
- 1997.6.22　新日本フィルハーモニー交響楽団　第14回多摩定期演奏会
  - 於：パルテノン多摩　大ホール
  - マタイ受難曲　J・S・バッハ作曲、中山知子訳詞
  - 指揮　小澤征爾
  - 演奏　新日本フィルハーモニー交響楽団
  - 合唱　成城合唱団　他
- 1999.4.2　北原圭子声楽研究室　魔笛　初演　モーツァルトと子どもたち
  - 於：東京都児童会館ホール
  - メヌエット（オペラ「ドン・ジョバンニ」第一幕より（作詞　中山知子、編曲　蒔田尚昊）
  - すみれ（訳詞　中山知子、編曲　蒔田尚昊）野ばらの花束（作詞　中山知子、編曲　蒔田尚昊）
  - 魔笛（訳詞・作詞　中山知子、編曲　増本伎共子）【初演】
  - 指揮　北原圭子
  - 合唱　くるみ合唱団
- 1999.4.24　新星日本交響楽団演奏会　モーツァルト：オペラ「魔笛」全2幕
  - 於：かつしかシンフォニーヒルズ（モーツァルトホール）
  - 原台本　Ｅ・シカネーダー、訳詞　中山知子
  - 管弦楽　新星日本交響楽団
- 2000.10.24　東京室内歌劇場　中山知子訳詩集　Part1
  - 於：こまばエミナース
  - 編曲・指揮　伊佐地邦治
  - お話・構成　中山知子
  - シューベルト歌曲5題  山彦／ミューズの子／鱒／野ばら／魔王
  - 子守歌幻想曲5題
    - メンデルスゾーン「真夏の世の夢」より　まだら模様のお蛇さん
    - オッフェンバック「ホフマン物語」より　ホフマンの舟歌
    - フンバーディンク「ヘンゼルとグレーテル」より　眠りの精
    - ドヴォルザーク「ルサルカ」より　月は白銀に輝き
    - グリーク「ペールギュント」より　ソルヴェイグの子守歌

  - 合唱の風景
    - ドイツ民謡：まことの愛
    - ブラームス：アルト・ラプソディー

- 2009.5.6　日本歌曲振興会千葉・茨城支部　第10回定期演奏会　美しい日本のうたコンサートオペラ特別公演　～詩人、中山知子さんを偲んで～
  - 於：市川市文化会館小ホール
  - 紫のドレス　オー・ヘンリー原作、中山知子台本、小林秀雄作曲

- 2013.6.9 小田原少年少女合唱隊　50周年記念演奏会
  - 於：東京オペラシティ　コンサートホール
  - 子どもシンフォニー　湯山昭作曲、中山知子作詞

- 2021.3.30「蒔田尚昊　歌の世界」制作委員会　「蒔田尚昊　歌の世界」
  - 於：紀尾井ホール（オンライン配信）
  - アンデルセン組曲　ある母の物語　より　赤い靴 / 真珠と人魚 / えんどう豆はぜろ / ほか
  - 合唱組曲　ハーモニーの輪

## 所属団体（1993年時点）
『いっさんばらりこ』著者略歴より
- 日本児童文芸家協会
- 新・波の会
- 詩と音楽の会
- 日本児童文学者協会
- 日本童謡協会
- 東京室内歌劇場
- 東京オペラ・プロデュース
- 日本音楽著作権協会
- 日本国際児童図書評議会
- 文化経済学会　＜日本＞
- 東京コンサート・シンガーズ
- 成城合唱団

## 参考
- 講談社青い鳥文庫 若草物語（新装版）著者等紹介
- 青山学院大学「1982（昭和57）年度　授業要覧」[要文献特定詳細情報]「1985（昭和60）年度　授業要覧」[要文献特定詳細情報]